# Остров Макарова
О́стров Мака́рова — остров архипелага Норденшёльда. Административно относится к Таймырскому району Красноярского края России.

## Расположение
Расположен в крайней западной части архипелага. Западное окончание острова — мыс Западный, является самой западной точкой всего архипелага. Входит в состав островов Цивольки, лежит в их юго-западной части. К северу от острова Макарова лежат другие острова группы: Казак, Васильева и Ледокол. В нескольких километрах к западу расположена банка Садко. От континентальной России остров отделяют 45 километров.

## Описание
Остров Макарова имеет неровную, с многочисленными заливами и мысами, вытянутую с запада на восток форму длиной около 13 километров. Ширина острова составляет около 3,5 километра в расширенной средней части. С юга в остров вдаются два небольших залива глубиной до 20 метров: бухты Маячная и Открытая.
Бо́льшую часть острова занимают три возвышенности, скалы высотой 29 метров западная, 37 метров восточная и 56 метров (наивысшая точка острова) центральная. По склонам возвышенностей и вдоль побережья острова разбросаны скопления каменистых россыпей. С центральной возвышенности к северному и южному побережью сбегают несколько мелких непостоянных (промерзающих зимой) безымянных ручьёв. Районы истоков ручьёв, а также участки на востоке и западе острова — частично заболочены.
Практически вся территория острова свободна ото льда. Растительность представлена мохово-лишайниковыми сообществами и короткой жёсткой травой. На восточной возвышенности установлен геодезический пункт, на западной — астрономический.

## История
Как и многие другие острова архипелага, остров Макарова был открыт и назван в 1901 году арктическим исследователем Эдуардом Васильевичем Толлем в ходе экспедиции на шхуне «Заря». Эдуард Толль назвал его в честь вице-адмирала Степана Осиповича Макарова — русского флотоводеца, разработавшего русскую семафорную азбуку, океанографа, полярного исследователя, совершившего два кругосветных путешествия и кораблестроителя, возглавлявшего строительство первого в мире ледокола арктического класса «Ермак».